# ジル・ペイトン・ウォルシュ
ジル・ペイトン・ウォルシュ（Jill Paton Walsh、1937年4月29日 - 2020年10月19日）は、イギリスの小説家。

## 略歴
1937年、ロンドン北部のフィンチリーに生まれる。オックスフォード大学セント・アンズ・カレッジ（St Anne's College）を卒業後、1959年より教員生活に入る。1961年、アンソニー・ペイトン・ウォルシュ（Anthony Paton Walsh）と結婚。翌年教員を辞めて、作家としての活動を始める。歴史小説や児童文学を得意とする。自費出版したKnowledge of Angelsは1994年のブッカー賞の最終候補となった。
1993年から『ウィンダム図書館の奇妙な事件』に始まる〈イモージェン・クワイ〉シリーズ（全4作）を発表、2作目の『ケンブリッジ大学の途切れた原稿の謎』は英国推理作家協会(CWA)のゴールドダガー賞の候補になった。1998年にドロシー・L・セイヤーズのピーター・ウィムジイ卿シリーズの公式続編であるThrones, Dominationsを刊行し、以降もシリーズを全4作を発表した。

## 著書（日本語訳のあるもの）
- 『焼けあとの雑草』 Fireweed、澤田洋太郎訳、学習研究社〈ジュニア世界の文学〉、1971年、全国書誌番号:45009877
  - 『焼けあとの雑草』 澤田洋太郎訳、福武書店〈福武文庫〉、1990年、ISBN 4-8288-3136-3
- 『夏の終りに』 Goldengrove、百々佑利子訳、岩波書店、1980年、全国書誌番号:80039958
  - 『夏の終りに』 百々佑利子訳、岩波書店、1991年、ISBN 4-00-115605-9
- 『海鳴りの丘』 Unleaving、百々佑利子訳、岩波書店、1981年、全国書誌番号:81040569
  - 『海鳴りの丘』 百々佑利子訳、岩波書店、1991年、ISBN 4-00-115607-5
- 『死の鐘はもうならない』 A Parcel of Patterns、岡本浜江訳、国土社、1985年、全国書誌番号:81040569
- 『ふしぎなトーチの旅』 Torch、岡本浜江訳、国土社、1988年、ISBN 4-337-20522-5
- 『不思議な黒い石 』 Gaffer Samson's Luck、遠藤育枝訳、出版工房 原生林、1990年、全国書誌番号:91067580
- 『パティの宇宙日記』 The Green Book、岡本浜江訳、文研出版、1991年、ISBN 4-580-80958-0
- 『おばあちゃんがいったのよ』 When Grandma Came、えんどういくえ訳、ブックローン出版、1996年、ISBN 4-89238-634-0
- 『コニーちゃんがあそびにきたよ』 Connie Came to Play、まつかわまゆみ訳、評論社、1998年、ISBN 4-566-00392-2
- 『おばあちゃんがちいさかったころ』 When I Was Little Like You、まつかわまゆみ訳、評論社、2004年、ISBN 4-566-00787-1
- 『ウィンダム図書館の奇妙な事件』 THE WYNDHAM CASE、猪俣美江子訳、東京創元社〈創元推理文庫〉、2022年、ISBN 978-4-488-20008-4
- 『ケンブリッジ大学の途切れた原稿の謎』 A PIECE OF JUSTICE、猪俣美江子訳、東京創元社〈創元推理文庫〉、2023年、ISBN 978-4-488-20009-1
- 『貧乏カレッジの困った遺産』 Debts of Dishonour、猪俣美江子訳、東京創元社〈創元推理文庫〉、2024年、ISBN 978-4-488-20010-7